# Ego sum qui sum

Ego sum qui sum (littéralement : « Je suis qui je suis ») est une expression latine souvent traduite par « Je suis celui qui est ». 
Dans l'épisode du Buisson ardent (Ex 3:14), Moïse demande à Dieu de lui révéler son nom. Celui-ci répond : אֶהְיֶה אֲשֶׁר אֶהְיֶה, Ehyeh Asher ehyeh. Ce nom est une conjugaison antique du verbe hébreu être.